# Max Uhle

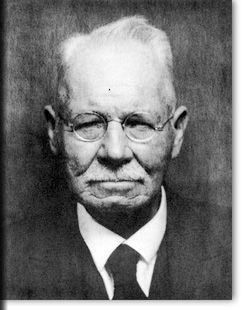
Max Uhle

Friedrich Max Uhle (* 25. März 1856 in Dresden; † 11. Mai 1944 in Loben) gilt als „Vater der Archäologie in Südamerika“ und „Begründer der Andenarchäologie“, da er in mehr als 40 Jahren seines Forscherlebens in Südamerika in zahlreichen Ausgrabungen in Argentinien, Peru, Chile, Ecuador und Bolivien eine große Zahl archäologischer Funde barg, die er wissenschaftlich und museologisch auswertete.
Uhle wurde zunächst als Philologe und Linguist ausgebildet, danach als Altamerikanist und leistete als solcher bedeutende Beiträge zur Erkenntnis der Chronologie und der Kulturen prähispanischer und präinkaischer Völker im Westen Südamerikas. Er war einer der bedeutendsten deutschen Altamerikanisten.

## Leben

### Herkunft und Studienlaufbahn
Max Uhle wurde 1856 als Sohn eines angesehenen Chirurgen und königlich-sächsischen Oberstabsarztes und dessen Frau in Dresden geboren. Er bestand 1875 sein Abitur in St. Afra in Meißen und studierte Philologie und allgemeine Sprachwissenschaft an den Universitäten Leipzig (1875 und 1877–1880) und Göttingen (1876/77). Seinen Schwerpunkt legte er auf orientalische und ostasiatische Sprachen. Er wurde 1880 bei Georg von der Gabelentz mit einer Arbeit über vorklassische chinesische Texte promoviert.

### Als Sprachwissenschaftler und Museumsethnologe in Dresden und Berlin
Von 1881 bis 1888 arbeitete er am Königlichen Zoologischen und Anthropologisch-Ethnographischen Museum in Dresden als Museumsethnologe. Er beschäftigte sich vor allem mit ethnographischen und archäologischen Objekten aus entfernten Kulturregionen, darunter auch Americana. Im Rahmen seiner Tätigkeit traf er auf den 1882 aus Südamerika zurückgekehrten Privatgelehrten und Forschungsreisenden Alfons Stübel, der einen Teil seiner Sammlung dem Völkerkundemuseum überlassen hatte. Mit Stübel zusammen verfasste er das Werk Die Ruinenstätte von Tiahuanaco im Hochlande des alten Perú.
1888 wechselte er an das Museum für Völkerkunde in Berlin, das unter seinem Begründer Adolf Bastian zu einem Zentrum der deutschen Amerikanistik wurde. Uhle wurde in dieser Zeit zum Experten für präkolumbische Kulturen der südamerikanischen Westküste. Besonders interessierten ihn die kulturellen Verbindungen und seinerzeit recht ungewissen chronologischen Abfolgen der Kulturen.
Mit dem Sinologen Wilhelm Grube stand er in Briefwechsel.

### Forschungen in Südamerika
Seit 1891 plante er, von Stübel angeregt, eine Forschungsreise, die ursprünglich von 1892 bis 1895 dauern sollte, Uhle aber – mit einigen Unterbrechungen – 41 Jahre lang in Südamerika hielt. Er erforschte 1892 und 1893 den Norden Argentiniens, erreichte 1894 La Paz in Bolivien, wo ein finanzieller Engpass die Weiterreise verhinderte. Uhle nutzte die Zeit zur linguistischen Untersuchung der Aymara-Sprache. Über den Zustand der Skulpturen von Tiwanaku entsetzt, forderte er die bolivianische Regierung in einem Brief zu deren entschiedenerem Schutz auf. Andererseits wurde ihm von Arthur Posnansky vorgeworfen Tiwanaku-Relikte nach Europa zu schaffen. Er soll auch angeboten haben den Bestand des Tiwanaku-Museums für eine Gesamtsumme von 26.000 Bolivianos zu erwerben, was jedoch abgelehnt wurde.

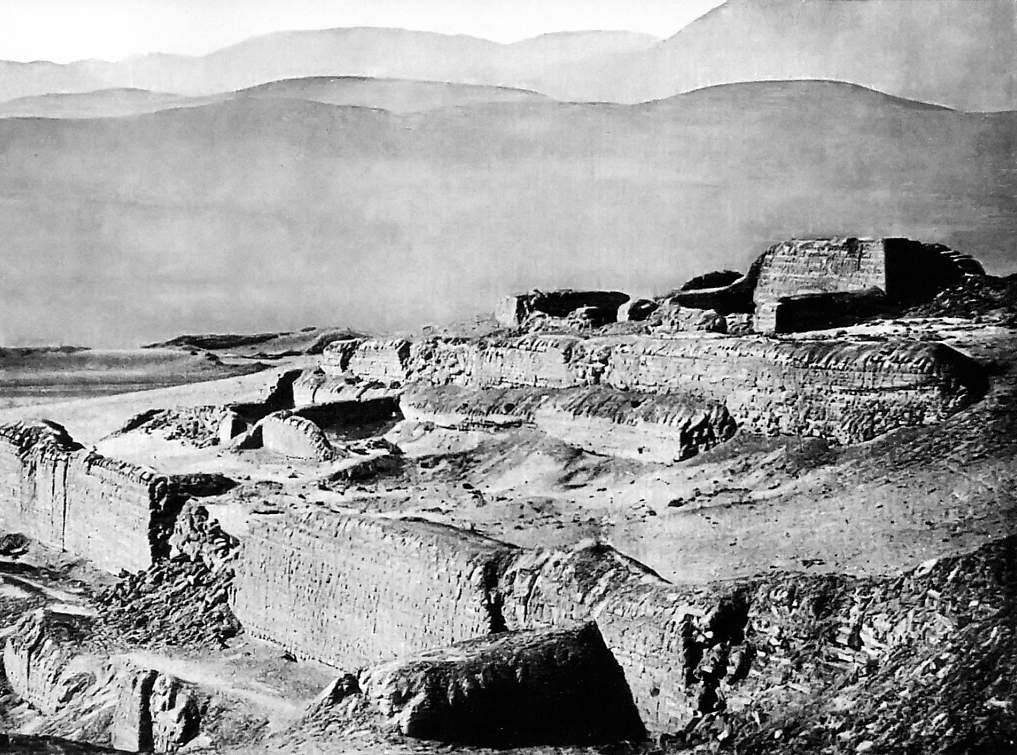
Fotografie von Pachacámac um 1900

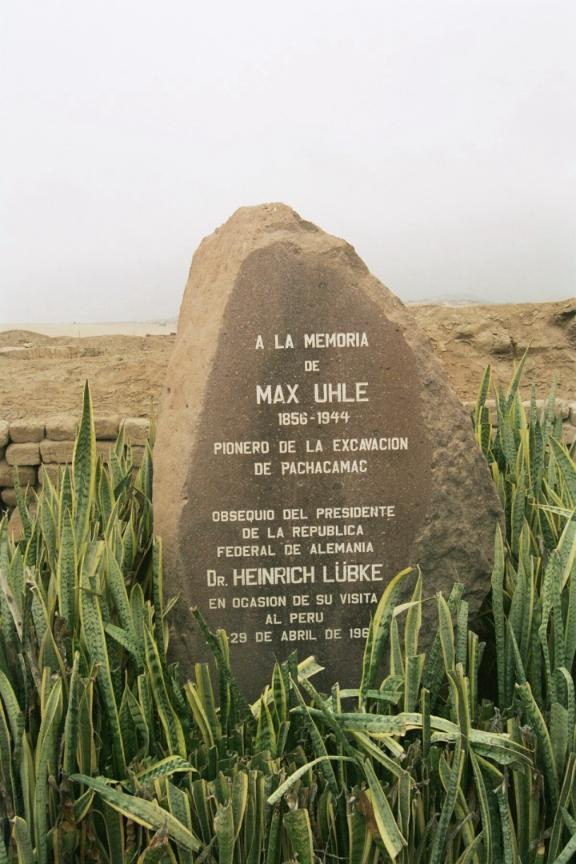
Pachacámac - Gedenkstein. Der Gedenkstein wurde vom deutschen Bundespräsidenten Heinrich Lübke eingeweiht.

Schließlich konnte er seine Reise fortsetzen, nachdem mit Hilfe von Bastian und der Amerikanistin Zelia Nuttall ein Wechsel der Trägerschaft an die University of Pennsylvania gelungen war. Im Januar 1896 erreichte Uhle Lima in Peru. Nach einigen Exkursionen begann er im März mit einer Grabung in Pachacámac, einem prähispanischen Wallfahrtsort 30 km südlich von Lima. Aufgrund der verschiedenen Grabungsschichten konnte er dabei Nachweise einer präkolumbischen Kulturabfolge erbringen, an deren Ende die Inka-Kultur stand.
Im Anschluss daran hielt sich Uhle einige Zeit in Philadelphia auf, wo er seine Grabungen in einer 1903 erschienenen Monographie dokumentierte, Vorlesungen hielt und seine Übersetzerin, die deutschstämmige Charlotte Grosse, heiratete. 1902 führte er auch Grabungen an der San Francisco Bay durch und wendete dabei als Erster die Stratigraphische Methode in den USA an, als er Shell middens ausgrub und dokumentierte.
Seit 1904 konnte er, finanziert durch die University of California in Berkeley eine weitere Forschungsreise nach Trujillo in Peru unternehmen, die nominell dazu dienen sollte, die Bestände des in Aufbau befindlichen Anthropologischen Museums in Berkeley zu erweitern. 1905 wurde dieser Vertrag nicht verlängert, wohl auch, weil neue peruanische Regelungen die Ausfuhr von archäologischen Funden erschwerten.
Uhle wurde nun Leiter der archäologischen Abteilung des Museo Nacional de Historia in Lima. Er erforschte vor allem die südliche Sierra Perus. Seit 1909 zunehmende Finanzprobleme und Intrigen ließen ihn 1912 nach Santiago de Chile wechseln, wo er das Museo de Etnología y Antropología aufbaute. Neben der Museumsarbeit erforschte er die Altertümer besonders des chilenischen Nordens.
Diese Grabungen intensivierte er während zeitweiliger Arbeitslosigkeit, bevor er 1919 von dem ecuadorianischen Historiker, Politiker und Archäologen Jacinto Jijón y Caamaño nach Ecuador eingeladen wurde. Nachdem Jijón y Caamaño 1924 aufgrund persönlicher politischer Probleme den Vertrag mit Uhle kündigte, richtete die ecuadorianische Regierung einen Lehrstuhl für ecuadorianische Archäologie an der Universidad Central in Quito ein, den Uhle seit 1925 innehatte. Auch hier richtete er ein archäologisches Museum ein und unternahm zahlreiche Ausgrabungen.
Unter anderem entdeckte Uhle die Überreste des inkaischen Tumipampa in Cuenca und erforschte präkolumbische Kulturen an der Pazifikküste sowie die ecuadorianische Sierra. Er betont in seinen wissenschaftlichen Arbeiten und Vorlesungen die Einflüsse, die aus Mittelamerika auf die Vorinka-Kulturen in Ecuador wirkten und vertiefte sein bereits in den 1890er Jahren umrissenes Modell der südamerikanischen Kulturentwicklung.

### Rückkehr nach Deutschland
Als Uhle 1933, mittlerweile 77-jährig, nach Deutschland zurückkehrte, war er weitgehend verarmt. Er erhielt eine Stelle am kurz zuvor gegründeten Ibero-Amerikanischen Institut in Berlin und hielt Universitäts-Vorlesungen. 1935 und 1936 wurde er mehrfach geehrt. Noch 1935 und 1939 reiste er zu Amerikanistenkongressen nach Sevilla und Lima. Aufgrund des Zweiten Weltkriegs konnte er erst 1942 aus Lima nach Berlin zurückkehren. Wegen der Bombenangriffe zog Uhle zunächst nach Sachsen und dann nach Schlesien, wo er im Mai 1944 in der Heil- und Pflegeanstalt Loben verstarb. Der Nachlass Uhles befindet sich im Ibero-Amerikanischen Institut Preußischer Kulturbesitz in Berlin.

## Ehrungen und Mitgliedschaften
- Im Jahr 1936 wurde er mit der Goethe-Medaille für Kunst und Wissenschaft ausgezeichnet.
- Die Deutsche Schule in Arequipa in Peru trägt den Namen „Max Uhle“.
- Das 1984 eröffnete Museo Regional de Casma Max Uhle in Casma (Peru) ist nach ihm benannt.
- Uhle war Mitglied der Berliner Gesellschaft für Anthropologie, Ethnologie und Urgeschichte.

## Schriften
- Pachacamac. University Museum of Archaeology and Anthropology, University of Pennsylvania, Philadelphia 1903.
- Los orígenes de los incas. Coni Hermanos, Buenos Aires 1912.
- Die Ruinen von Moche. In: Journal de la société des américanistes de Paris. Jahrgang 10, 1913, S. 95–117.
- The Nazca pottery of ancient Peru. Davenport Academy of Sciences, Davenport 1914.
- Die alten Kulturen Perus im Hinblick auf die Archäologie und Geschichte des amerikanischen Kontinents. Süsserott, Berlin-Wilmersdorf 1935.
- Vom Kondor und vom Fuchs. Hirtenmärchen aus den Bergen Perus / Ketschua und deutsch. Übertragen und herausgegeben von Antje Kelm. Gebr. Mann, Berlin 1968.
- Pläne archäologischer Stätten im Andengebiet / Planos de sitios arqueológicos en el área andina (= Materialien zur allgemeinen und vergleichenden Archäologie. Band 56). Herausgegeben von Wolfgang W. Wurster. von Zabern, Mainz 1999, ISBN 3-8053-2612-2.